# Estonské vévodství (1219–1346)
Estonské vévodství (dánsky Hertugdømmet Estland, latinsky Ducatus Estoniae), také označované jako Dánské Estonsko, bylo přímé panství (latinsky dominium directum) dánského krále v letech 1219 až 1346. Stát vznikl se svolením papeže v období severních křížových výprav po vítězné bitvě u Lyndanisse, v níž Dánové vedení králem Valdemarem II. spolu se spojenci porazili pohanské Estonce a dobyté území prohlásili za své (vévodství proto bývá někdy řazeno k tzv. křižáckým státům). Později Estonské vévodství vstoupilo do Livonské konfederace, dál však zůstávalo pod kontrolou Dánska. Roku 1343 jej ochromilo povstání Estonců proti dánské nadvládě, trvající až do roku 1345 a které Dánové zdárně potlačili za nezbytné pomoci Řádu německých rytířů, kterému poté Dánové roku 1346 vévodství prodali. Němečtí rytíři poté vévodství připojili ke svému řádovému státu (Ordensstaat).

Estonsko a Livonské konfederace (Terra Mariana) v roce 1260

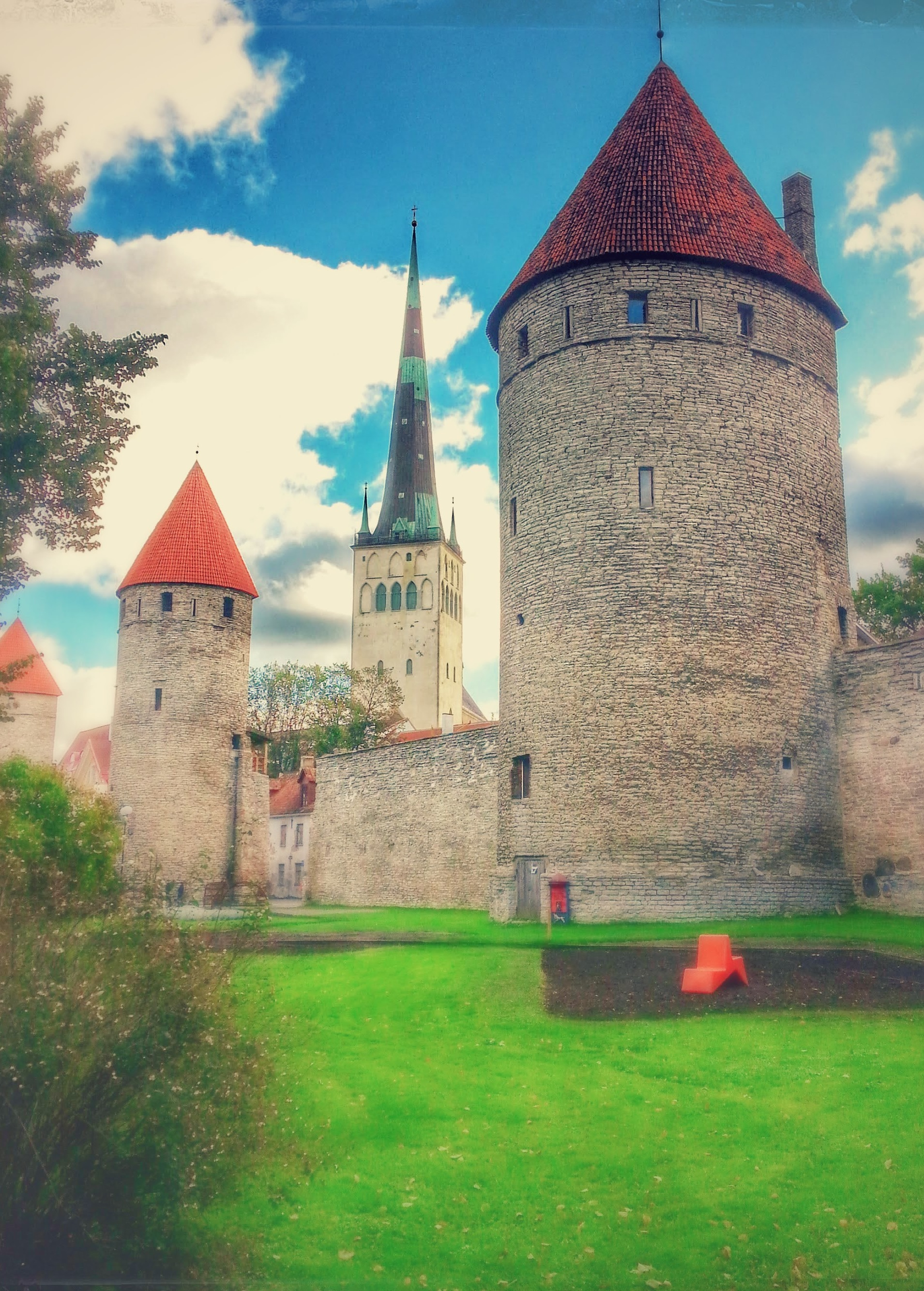
Opevnění Tallinnu